# Chris Braide
Christopher «Chris» Braide es un cantante, compositor y productor inglés publicitado por BMG Chrysalis y radicado en Los Ángeles. Profesionalmente es representado por McDaniel Entertainment. Braide ha tenido un éxito considerable como compositor y productor en el Reino Unido y los Estados Unidos. También fue cofundador y coproductor de Producers, junto con Trevor Horn. Recientemente compuso y produjo canciones para la banda sonora de El gran Gatsby, Britney Spears, Beyoncé, Jennifer Hudson, Christina Aguilera, David Guetta, Sia, Paloma Faith, Lana Del Rey, Marc Almond y, junto con Pharrell Williams, produjo el debut estadounidense de Yuna.
En 2013 compuso, junto con Furler y Spears, y coprodujo el sencillo «Perfume» del octavo álbum de estudio de Spears, Britney Jean. Braide describió las grabaciones de Spears como «efervescencia icónica».

## Discografía como compositor y productor
| Año  | Artista                  | Álbum                               | Sello                | Canción                          | Crédito              |
| ---- | ------------------------ | ----------------------------------- | -------------------- | -------------------------------- | -------------------- |
| 2015 | Halsey                   | Room 93                             | Astralwerks/Capitol  | «Trouble»                        | Compositor/Productor |
| 2015 | Marc Almond              | The Velvet Trail                    | Cherry Red Records   | Todas las canciones              | Compositor/Productor |
| 2015 | Kate Pierson             | Guitars and Microphones             | Kobalt               | 4 canciones                      | Compositor/Productor |
| 2014 | Sia                      | 1000 Forms of Fear                  | Columbia             | «Eye Of The Needle»              | Compositor           |
| 2014 | Sia                      | 1000 Forms of Fear                  | Columbia             | «Big Girls Cry»                  | Compositor/Productor |
| 2014 | Colbie Caillat           | 'Gypsy Heart                        | Universal            | «Break Free»                     | Compositor/Productor |
| 2014 | Paloma Faith             | 'A Perfect Contradiction            | EPIC/RCA             | «Impossible Heart»               | Compositor/Productor |
| 2014 | Afrojack                 | Forget the World                    | Universal / Def Jam  | «Ten Feet Tall»                  | Compositor/Productor |
| 2013 | Lea Michele              | Louder                              | Columbia             | «If You Say So»                  | Compositor/Productor |
| 2013 | Lea Michele              | Louder                              | Columbia             | «You're Mine»                    | Compositor/Productor |
| 2013 | Britney Spears           | Britney Jean                        | RCA                  | «Perfume»                        | Compositor/Productor |
| 2013 | Britney Spears           | Britney Jean                        | RCA                  | "Brightest Morning Star»         | Productor en voces   |
| 2013 | Beyoncé Knowles          | Life Is But a Dream                 | Columbia             | «God Made You Beautiful»         | Compositor/Productor |
| 2013 | Sia                      | The Great Gatsby                    | Interscope Records   | "Kill and Run"                   | Compositor/Productor |
| 2013 | David Guetta con Sia     | Nothing But the Beat 2.0            | Virgin Records/ EMI  | "She Wolf (Falling to Pieces)"   | Compositor/Productor |
| 2013 | Stooshe                  | London with the Lights on           | Warner Bros          | "Your Own Kind of Beautiful"     | Compositor/Productor |
| 2013 | Stooshe                  | London with the Lights on           |                      | "Perfectly Wrong"                | Compositor/Productor |
| 2013 | Yuna                     | Nocturnal                           | Verve/ Universal     | "Rescue"                         | Compositor/Productor |
| 2013 | Yuna                     | Nocturnal                           |                      | "Colors"                         | Compositor/Productor |
| 2013 | Yuna                     | Nocturnal                           |                      | "Escape"                         | Compositor/Productor |
| 2013 | Yuna                     | Nocturnal                           |                      | "Come Back"                      | Productor            |
| 2013 | Yuna                     | Sixth Street EP                     | Verve/ Universal     | "Let Love Come Through" con Kyle | Compositor/Productor |
| 2013 | Sarah Brightman          | Dreamchaser                         | Decca                | "Closer"                         | Compositor/Productor |
| 2012 | Lana Del Rey             | Born to Die                         | Interscope           | "Million Dollar Man"             | Compositor/Productor |
| 2012 | Lana Del Rey             | Born to Die                         | Interscope           | "Damn You"                       | Compositor/v         |
| 2012 | Lana Del Rey             | Born to Die                         | Interscope           | "Queen Of Disaster"              | Compositor/Productor |
| 2012 | Lana Del Rey             | Born to Die                         | Interscope           | "Hollywood’s Dead"               | Compositor/Productor |
| 2012 | Christina Aguilera       | Lotus                               | RCA                  | «Blank Page»                     | Compositor/Productor |
| 2012 | Paloma Faith             | Fall to Grace                       | EPIC                 | "30 Minute Love Affair"          | Compositor           |
| 2012 | Yuna                     | Yuna                                | Fader                | "Lullabies"                      | Compositor/Productor |
| 2012 | Yuna                     | Yuna                                |                      | "Favorite Things"                | Compositor/Productor |
| 2012 | Yuna                     | Yuna                                |                      | "Loud Noises"                    | Compositor/Productor |
| 2012 | Yuna                     | Yuna                                |                      | "Islands"                        | Compositor/Productor |
| 2012 | Yuna                     | Yuna                                |                      | "Decorate"                       | Compositor/Productor |
| 2012 | Delta Goodrem            | Child of the Universe               | Sony Music           | "Hunter and the Wolves"          | Productor            |
| 2012 | Delta Goodrem            | Child of the Universe               |                      | "Speed Of Life"                  | Productor            |
| 2012 | Delta Goodrem            | Child of the Universe               |                      | "Control"                        | Productor            |
| 2011 | JLS                      | Jukebox                             | EPIC                 | "Killed By Love"                 | Compositor/Productor |
| 2011 | Theophilus London        |                                     | Warner Bros          | "Century Girl" con Dev Hynes     | Compositor/Productor |
| 2011 | Pixie Lott               | "Turn It Up Louder"                 | Mercury              | "Doin' Fine (Without You) "      | Compositor/Productor |
| 2010 | Diana Vickers            | Songs from tTainted Cherry Tree     | RCA                  | "The Boy Who Murdered Love"      | Compositor/Productor |
| 2010 | Diana Vickers            | Songs from tTainted Cherry Tree     |                      | "N.U.M.B"                        | Compositor/Productor |
| 2010 | Diana Vickers            | Songs from tTainted Cherry Tree     |                      | "Four Leaf Clover"               | Compositor/Productor |
| 2010 | Diana Vickers            | Songs from tTainted Cherry Tree     |                      | "Me and You"                     | Compositor/Productor |
| 2010 | JLS                      | Outta This World                    | Epic                 | "That's Where I'm Coming from"   | Compositor/Productor |
| 2010 | Olly Murs                | Olly Murs                           | Epic                 | "Ask Me to Stay"                 | Compositor           |
| 2010 | The Saturdays            | Wordshaker                          | Fascination/ Polydor | "Denial"                         | Compositor/Productor |
| 2009 | Cheryl Cole              | 3 Words                             | Fascination/ Polydor | "Don't Talk About This Love"     | Compositor           |
| 2009 | Lolene                   | The Electrick Hotel                 | Island Def Jam       | "Beautiful Disaster"             | Compositor/Productor |
| 2009 | The Saturdays            | Chasing Lights                      | Fascination/ Polydor | "Chasing Lights"                 | Compositor/Productor |
| 2009 | Westlife                 | Where We Are                        | Syco Music           | "Reach Out"                      | Compositor/Productor |
| 2009 | Natalie Bassingthwaighte | 1000 Stars                          | Sony Music           | "1000 Stars"                     | Compositor/Productor |
| 2009 | Natalie Bassingthwaighte | 1000 Stars                          |                      | "Turn the Lights on"             | Compositor/Productor |
| 2009 | Glenn Tilbrook           | Pandemonium Ensues                  | Quixotic Records     | "Little Ships"                   | Compositor           |
| 2009 | Glenn Tilbrook           | Pandemonium Ensues                  |                      | "Melancholy Emotion"             | Compositor           |
| 2008 | Will Young               | Let It Go                           | RCA                  | "If Love Equals Nothing"         | Compositor/Productor |
| 2008 | Leon Jackson             | Right Now                           | Syco                 | "Don't Call This Love"           | Compositor/Productor |
| 2008 | James Morrison           | Songs for You, Truths for Me        | Polydor              | "Save Yourself"                  | Compositor           |
| 2008 | JLS                      | JLS                                 | Epic                 | "Heal This Heartbreak"           | Compositor           |
| 2007 | David Jordan             | Set The Mood                        | ZTT                  | "Fight the World"                | Compositor           |
| 2007 | David Jordan             | Set The Mood                        |                      | "Only Living Soul"               | Compositor           |
| 2007 | The Click Five           | Modern Minds and Pastimes           | Atlantic Records     | "Jenny"                          | Compositor           |
| 2007 | The Click Five           | Modern Minds and Pastimes           |                      | "Happy Birthday"                 | Compositor           |
| 2007 | The Click Five           | Modern Minds and Pastimes           |                      | "I'm Getting Over You"           | Compositor           |
| 2006 | Duncan James             | Future Past                         | Innocent Records     | "Sooner or Later"                | Compositor           |
| 2006 | Duncan James             | Future Past                         |                      | "Somebody Still Loves You"       | Compositor           |
| 2006 | Duncan James             | Future Past                         |                      | "I Come Alive"                   | Compositor           |
| 2006 | Duncan James             | Future Past                         |                      | "Frequency"                      | Compositor           |
| 2006 | Duncan James             | Future Past                         |                      | "Letter to God"                  | Compositor           |
| 2006 | Beverley Knight          | Voice – The Best of Beverley Knight | Parlophone Records   | "Not Too Late for Love"          | Compositor/Productor |
| 2006 | Beverley Knight          | Voice – The Best of Beverley Knight |                      | "Who's Gonna Save Your Soul"     | Compositor/Productor |
| 2006 | The Webb Sisters         | Daylight Crossing                   | Universal Records    | "Please"                         | Compositor           |
| 2004 | Jesse McCartney          | Beautiful Soul                      | Hollywood Records    | "Because You Live"               | Compositor/Productor |
| 2004 | Diana DeGarmo            | Blue Skies                          | Sony Music           | "Dreams"                         | Compositor           |
| 2004 | Diana DeGarmo            | Blue Skies                          |                      | Emotional                        | Compositor           |
| 2004 | Lara Fabian              | A Wonderful Life                    | Sony Music           | "I Am"                           | Compositor           |
| 2004 | Beverley Knight          | Affirmation                         | Parlophone           | "Not Too Late for Love"          | Compositor/Productor |
| 2004 | Beverley Knight          | Affirmation                         |                      | "Tea and Sympathy"               | Compositor/Productor |
| 2004 | Glenn Tilbrook           | Transatlantic Ping Pong             | Quixotic Records     | "Untouchable"                    | Compositor/Productor |
| 2004 | Glenn Tilbrook           | Transatlantic Ping Pong             |                      | "Ray and Me"                     | Compositor           |
| 2004 | Lisa Stansfield          | The Moment                          | ZTT                  | "If I hadn't Got You"            | Compositor           |
| 2003 | Kylie Minogue            | Body Language                       | Parlophone Records   | "After Dark"                     | Compositor/Productor |
| 2003 | Play                     | Replay                              | Columbia Records     | "Let's Get to the Love Part"     | Compositor           |
| 2003 | Clay Aiken               | Measure f A Man                     | RCA                  | "This is the Night"              | Compositor           |
| 2003 | Clay Aiken               | Measure f A Man                     |                      | "Run to Me"                      | Compositor           |
| 2003 | Clay Aiken               | Measure f A Man                     |                      | "Invisible"                      | Compositor           |
| 2003 | S Club 7                 | Best: The Greatest Hits of S Club 7 | Polydor              | "Say Goodbye"                    | Compositor           |
| 2003 | S Club 7                 | Best: The Greatest Hits of S Club 7 |                      | "Have You Ever"                  | Compositor           |
| 2002 | S Club 7                 | Sunshine                            | Parlophone Records   | "Have You Ever"                  | Compositor           |
| 2002 | Will Young               | From Now on                         | Syco Music           | "Anything is Possible"           | Compositor           |
| 2001 | Victoria Beckham         | Victoria Beckham                    | Virgin Records       | "I O U"                          | Compositor           |
| 2001 | Emma Bunton              | A Girl Like Me                      | Virgin Records       | "Spell It O.U.T."                | Compositor           |
| 2001 | Emma Bunton              | A Girl Like Me                      |                      | "Been There, Done That"          | Compositor           |
| 2001 | Glenn Tilbrook           | Incomplete, Glenn Tilbrook          | Quixotic Records     | "Parrallel World"                | Compositor           |
| 2001 | Glenn Tilbrook           | Incomplete, Glenn Tilbrook          |                      | "Morning"                        | Compositor           |
| 2001 | Brian Kennedy            | Get on With Your Short Life         | Sony                 | "Get on With Your Short Life"    | Compositor           |
| 1999 | Brian Kennedy            | Now That I Know What I Want         | 19 Recordings        | "Now That I Know What I Want"    | Compositor           |
| 1996 | Cathy Dennis             | Am I the Kinda Girl?                | Polydor              | "Run Like a River"               | Compositor           |